# Kh-101
Kh-101 je krstareća raketa ruske proizvodnje koja se lansira iz zraka sa stealth tehnologijom. NATO kodni naziv je AS-23 Kodiak.
Godine 1984. u Sovjetskom Savezu započela su prva istraživanja nevidljivih krstarećih projektila. Kh-101 je trebao biti dizajniran kao nasljednik Kh-55 i kao pandan američkom AGM-129 ACM. Ugovor o razvoju dodijeljen je projektantskom uredu Raduga (sada Tactical Missiles Corporation). Nakon što je projekt dugo bio u mirovanju, nastavljen je tek nakon raspada Sovjetskog Saveza 1992. godine. Razvoj se odvijao paralelno s Kh-555, konvencionalnom verzijom nuklearnog Kh-55. Prvi probni let obavljen je 1998., 2003. i 2009. godine. Nakon razdoblja razvoja od više od 20 godina, prvi primjerci vjerojatno su isporučeni ruskim zračnim snagama 2013. godine.

## Tehnologija
Dva rasklopiva krila pričvršćena su na donju stranu aerodinamičnog trupa. Položaj se kontrolira pomoću tri male trapezoidne upravljačke i kontrolne površine na stražnjoj strani. Nakon katapultiranja iz zrakoplova, krila se otvaraju i pokreće se turbomlazni motor na stražnjoj strani. Projektili se mogu lansirati pojedinačno ili u seriji. Krstarenje se može obaviti na visini od 6000 do 12200 m ili u konturnom letu na visini od 30 do 60 m. Brzina projektila je 900-970 km/h.
Navigacija tijekom krstarećeg leta provodi se pomoću inercijalne navigacijske platforme na koju je spojen satelitski navigacijski sustav GLONASS i GPS. Ovisno o dostupnosti, sustav upravljanja automatski odabire jedan od dva sustava. Na ruti se leti do unaprijed određenih putnih točaka, na kojima se ruta leta provjerava i korigira navigacijskim radarom. Za prilaz meti koristi se optička Otblesk-U DSMAC glava tražilice, koja uspoređuje teren do kojeg se leti s pohranjenim podacima. Prema ruskim informacijama, krstareća raketa postiže točnost od 7-20 m. Kh-101 može biti opremljen rasprskavajućom bojnom glavom, probojnom bojnom glavom ili kazetnim streljivom.

## Varijante
- Kh-101 : Verzija s konvencionalnom bojnom glavom; NATO kodni naziv: AS-23A, domet 3000 km.
- Kh-102 : verzija s nuklearnom bojnom glavom snage 250 kt, NATO kodni naziv: AS-23B, domet 4000 km.

## Upotreba

### Ruska invazija Ukrajine
Tijekom ruske invazije na Ukrajinu 2022., ruske su snage lansirale Kh-101 protiv ciljeva u Ukrajini. Tijekom tih misija Zapad je primijetio zapanjujući broj promašaja i kvarova. Krstareće rakete Kh-101 nisu se uspjele lansirati, srušile su se, promašile ciljeve ili bojeve glave nisu uspjele detonirati. Prema nepotvrđenim informacijama, nekoliko Kh-101 pogodilo je 10. lipnja stambenu zgradu i područje dječjeg vrtića u Kijevu. Dana 14.rujna branu u Kryvyi Rihu oštetio je Kh-101, što je dovelo do poplave civilnih područja.